# Order Wielkiego Księcia Giedymina
Order Wielkiego Księcia Giedymina (lit. Didžiojo Lietuvos kunigaikščio Gedimino ordinas) – trzecie spośród litewskich odznaczeń państwowych ustanowione w 1928 na cześć Wielkiego Księcia Giedymina. Przyznawany jest obywatelom litewskim i obcokrajowcom za wybitne zasługi cywilne dla Państwa Litewskiego.

## Historia
Order Wielkiego Księcia Giedymina został ustanowiony w 1928 i był przyznawany do 1940. W 1930 zmieniono jego pierwotny statut. Autorem projektu orderu był kapitan Andrius Lopuchinas. W latach przedwojennych order był produkowany przez znaną szwajcarską firmę medalierską braci Huguenin. Po aneksji Litwy przez ZSRR w 1940 order został zniesiony. Przywrócono go w po odzyskaniu niepodległości przez Litwę w 1991.
Obecnie odznaczenie jest wykonywane w Mennicy Państwowej w Wilnie, a wstążka orderu jest produkowana przez znaną duńską firmę medalierską Mørch & Søn w Kopenhadze (do 1996 wykonywał ją Litewski Instytut Tekstylny w Wilnie).
Order dzieli się on na pięć klas:
- I klasa – Krzyż Wielki
- II klasa – Krzyż Wielki Komandorski
- III klasa – Krzyż Komandorski
- IV klasa – Krzyż Oficerski
- V klasa – Krzyż Kawalerski.

Świętem orderu jest dzień ogłoszenia niepodległości Litwy 16 lutego (1918).
W 1930 ustanowiono powiązany z Orderem Medal Orderu Wielkiego Księcia Giedymina; który również, po przerwie związanej z istnieniem ZSRR, znajduje się w systemie odznaczeń obecnej Republiki Litewskiej.

## Wygląd
Odznaką orderu jest złoty krzyż, którego każde ramię składa się z trzech złotych pręcików. Pomiędzy ramionami krzyża znajduje się dodatkowy krzyż z wypustkami z białej emalii przekręcony w stosunku do krzyża złotego o 45 stopni. Pośrodku znajduje się kwadratowa tarcza przekręcona również o 45 stopni. Na tarczy widnieją tzw. słupy Giedymina, herb dynastii Giedyminowiczów na tle z czerwonej emalii. Rewers odznaki jest identyczny z awersem, jednakże zamiast słupów Giedymina widnieje data 1918.II.16 (dzień ogłoszenia niepodległości przez Litwę). Wstążka pomarańczowa z podwójnymi brązowymi paskami wzdłuż obu boków. Kawalerom orderu I i II klasy przysługuje również gwiazda orderowa w kształcie srebrnej dziewięcioramiennej gwiazdy z wizerunkiem odznaki Orderu Wielkiego Księcia Giedymina pośrodku.
| I klasa Krzyż Wielki | II klasa Krzyż Wielki Komandorski | III klasa Krzyż Komandorski | IV klasa Krzyż Oficerski | V klasa Krzyż Kawalerski |
| -------------------- | --------------------------------- | --------------------------- | ------------------------ | ------------------------ |
| I klasa              | II klasa                          | III klasa                   | IV klasa                 | V klasa                  |

## Odznaczeni
W okresie międzywojennym Order Wielkiego Księcia Giedymina otrzymało:
- I klasa – 136 osób
- II klasa – 263 osoby
- III klasa – 984 osoby
- IV klasa – ok. 1500 osób
- V klasa – ok. 1500 osób.

W latach 90. XX w. Order Wielkiego Księcia Giedymina został przyznany 1030 obywatelom litewskim i obcokrajowcom:
- I klasa – 33 osoby
- II klasa – 117 osób
- III klasa – 226 osób
- IV klasa – 295 osób
- V klasa – 359 osób.